# Talhadia de cabeça
A talhadia de cabeça ou talhadia alta é um sistema de poda que envolve a retirada dos galhos superiores de uma árvore, o que promove o crescimento de uma densa folhagem e galhos. Na Roma antiga, Propércio mencionou a talhadia de cabeça durante o século I a.C. A prática ocorreu comummente na Europa desde os tempos medievais, e ocorre hoje em áreas urbanas em todo o mundo, principalmente para manter as árvores a uma determinada altura ou para colocar novos rebentos fora do alcance dos animais que pastam.
Tradicionalmente, as pessoas faziam a talhadia de cabeça de árvores por uma de duas razões: para obter forragem para alimentar o gado ou para obter madeira. As talhadia de cabeça forrageiras produziam "feno de talhadia de cabeça" para alimentação do gado; eram podadas em intervalos de dois a seis anos para que o seu material folhoso fosse mais abundante. As talhadias de cabeça de madeira eram podadas em intervalos mais longos, de oito a quinze anos, um ciclo de poda que tendia a produzir postes verticais preferidos para cercas e construção de barcos. Ramos jovens e flexíveis de salgueiro ou aveleira podem ser colhidos como material para tecer cestos, cercas e construções de jardins, como pérgolas. Hoje em dia, a prática por vezes é usada para árvores ornamentais, como da lagerstroemia nos estados do sul dos EUA.
A talhadia de cabeça tende a fazer com que as árvores vivam mais, mantendo-as num estado parcialmente juvenil e reduzindo o peso e a ventilação da parte superior da árvore. As talhadia de cabeça mais velhas geralmente ficam ocas, por isso pode ser difícil determinar a idade com precisão. As talhadia de cabeça tendem a crescer lentamente, com anéis de crescimento mais densos nos anos imediatamente após o corte.

## Prática

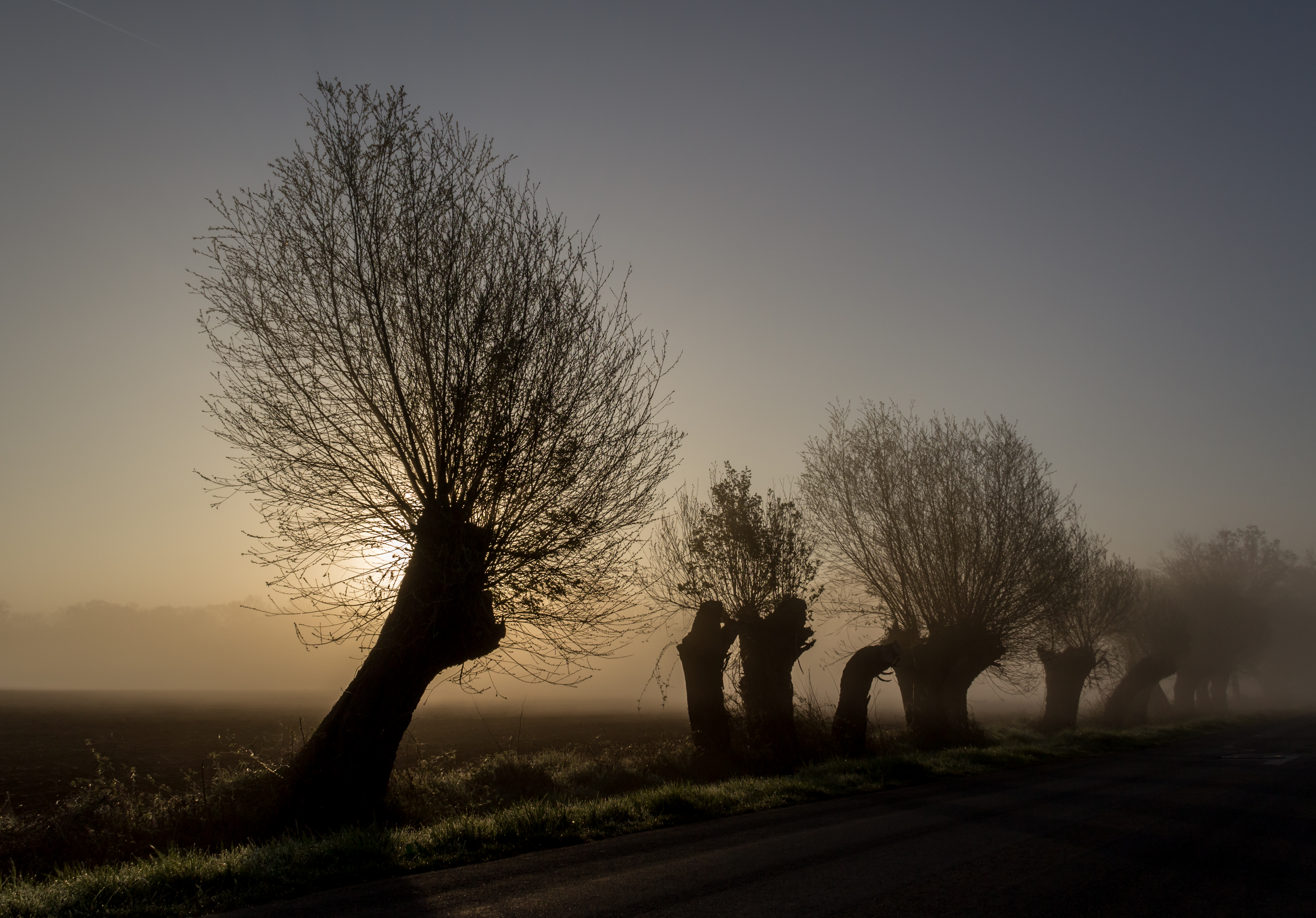
Uma linha de salgueiros de talhadia de cabeça na Alemanha

Tal como no talhadia, a talhadia de cabeça serve para encorajar a árvore a produzir novo crescimento regularmente para manter um fornecimento de madeira nova para vários fins, especialmente para combustível. Em algumas áreas, galhos com folhas secas são armazenados como forragem de inverno para stock. Dependendo do uso do material cortado, o intervalo de tempo entre o corte variará de um ano para feno de árvores ou vime de salgueiro, a cinco anos ou mais para madeiras maiores. Por vezes, apenas alguns dos caules crescidos podem ser cortados numa estação – acredita-se que isso reduza as chances de morte da árvore ao recortar talhadias de cabeça há muito negligenciadas.
A talhadia de cabeça era preferível ao corte em pastagens florestais e outras áreas de pastagem, porque os animais comiam o crescimento dos cepos vivos da talhadia. Historicamente, na Inglaterra, o direito de talhadia de cabeça ou "lop" era frequentemente concedido à população local para obter combustível em terras comuns ou em florestas reais; isso fazia parte do direito de estover.

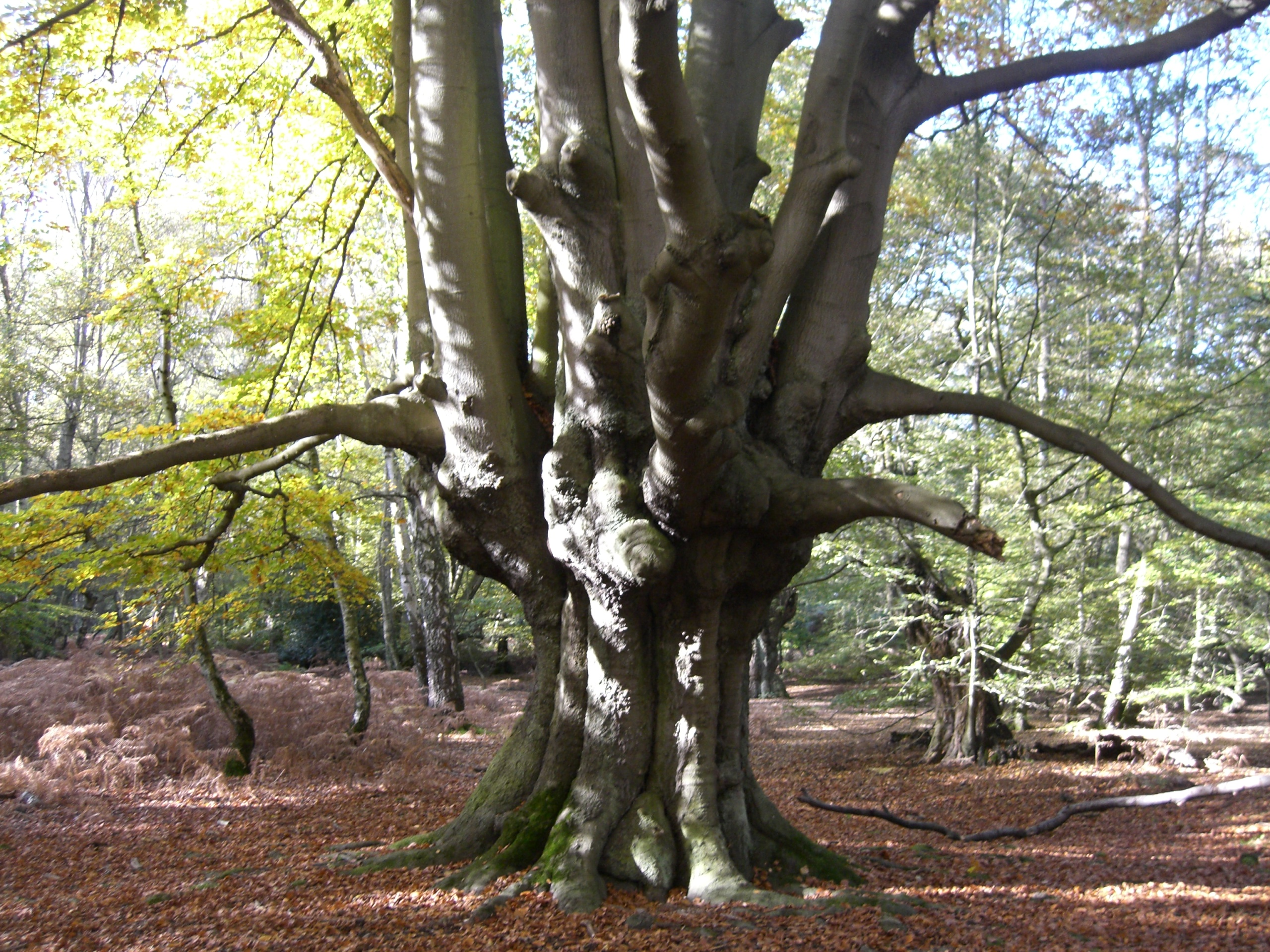
Antiga faia talhada de cabeça na floresta de Epping, Essex, Inglaterra

Um efeito incidental da talhadia de cabeça na floresta é o incentivo ao crescimento da vegetação rasteira devido ao aumento da luz que atinge o solo da floresta. Isso pode aumentar a diversidade de espécies. No entanto, em florestas onde a talhadia de cabeça já foi comum, mas agora cessou, ocorre o efeito oposto, à medida que os rebentos laterais e superiores se desenvolvem em ramos do tamanho de um tronco. Um exemplo disso pode ser visto na Floresta de Epping, que fica tanto em Londres como em Essex, no Reino Unido, a maioria das quais foi despojada até o final do século XIX. Aqui, a luz que atinge o solo da floresta é limitada devido ao crescimento denso das árvores de talhadas de cabeça.
As talhadias de cabeça cortadas cerca de um metro acima do solo são chamados de cepos. Estes eram frequentemente usados como marcadores em talhadia ou outras florestas. Os cepos não podem ser usados onde as árvores são exploradas por animais, pois os rebentos que crescem novamente estão abaixo da linha de navegação.

## Espécies

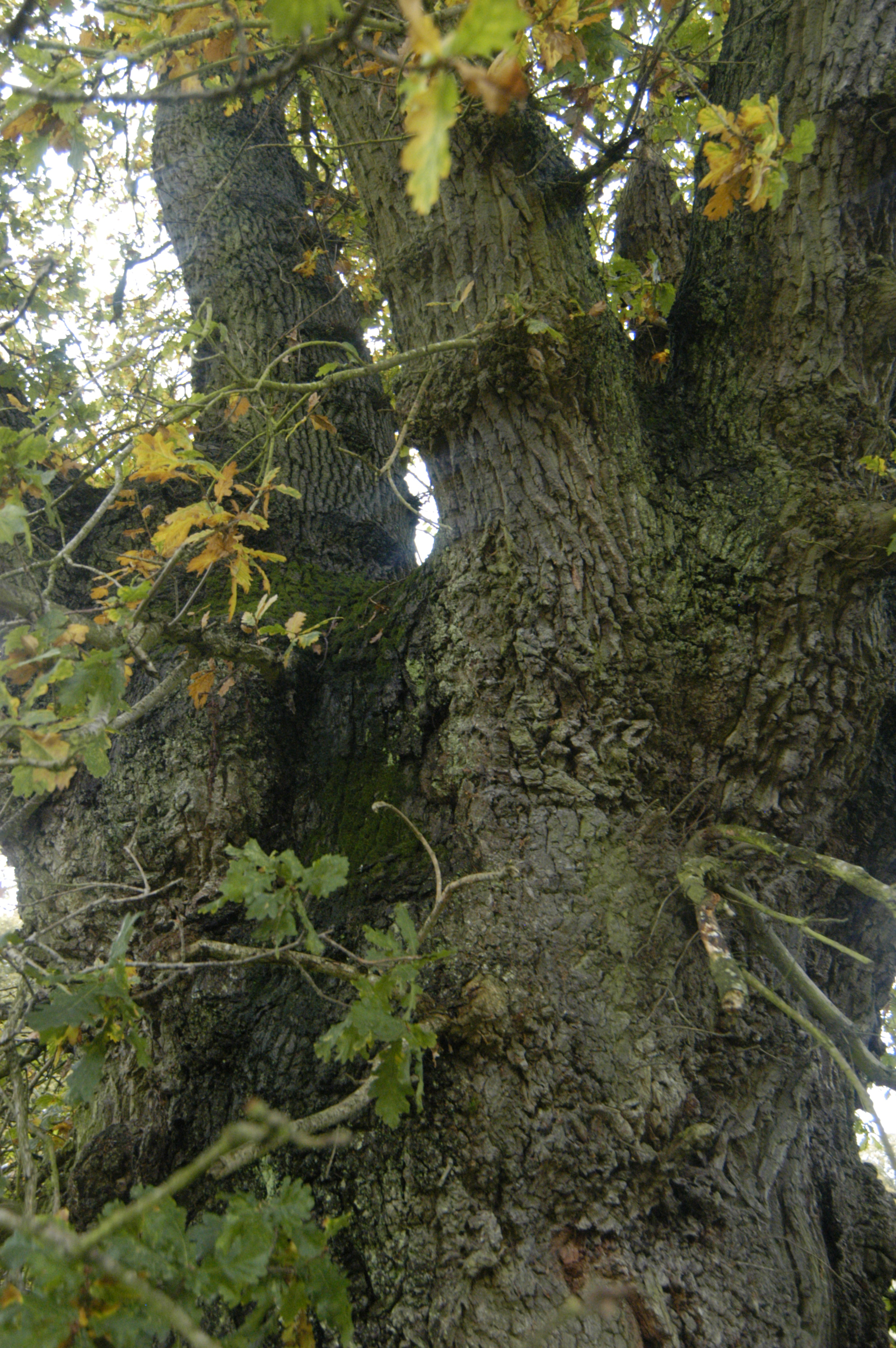
Carvalho talhado de cabeça parte da antiga fronteira da paróquia de Wash Common, parte de Newbury, e Sandleford, Reino Unido

Tal como acontece com a talhadia, apenas espécies com crescimento epicórmico vigoroso podem ser talhadas de cabeça. Nestas espécies (que incluem muitas árvores de folhas largas mas poucas coníferas), a remoção dos caules apicais principais liberta o crescimento de muitos brotos dormentes sob a casca na parte inferior da árvore. As árvores sem esse crescimento morrerão sem folhas e galhos. Algumas espécies de árvores menores não formam facilmente talhados de cabeça, porque o corte do caule principal estimula o crescimento a partir da base, formando efetivamente um cepo vivo de talhadia. Exemplos de árvores que funcionam bem com talhadia de cabeça incluem folhas largas, como faias (Fagus), carvalhos (Quercus), bordos (Acer), falsas acácias (Robinia pseudoacacia), carpinos (Carpinus), tílias (Tilia), plátanos (Platanus), castanhas-da-índia (Aesculus), amoras (Morus), Cercis canadensis, árvores do céu (Ailanthus altissima), salgueiros (Salix), e algumas coníferas, como teixos (Taxus).
A técnica é usada em África em árvores moringa para facilitar o acesso às folhas nutritivas para a colheita. A talhadia de cabeça também é usada na silvicultura urbana em certas áreas por razões como manejo do tamanho das árvores, segurança e questões de saúde. Remove galhos podres ou doentes para apoiar a saúde geral da árvore e remove galhos vivos e mortos que podem prejudicar propriedades e pessoas, além de aumentar a quantidade de folhagem na primavera por razões estéticas, de sombra e de qualidade do ar. Algumas árvores podem ser rejuvenescidas por talhadia de cabeça – por exemplo, pera Bradford (Pyrus calleryana 'Bradford'), uma espécie com flores que se torna quebradiça e pesada quando mais velha.
Os carvalhos, quando muito velhos, podem formar novos troncos a partir do crescimento dos ramos talhados de cabeça; isto é, ramos sobreviventes que se separaram naturalmente do ramo principal.
No Japão, Daisugi é praticado na criptoméria.

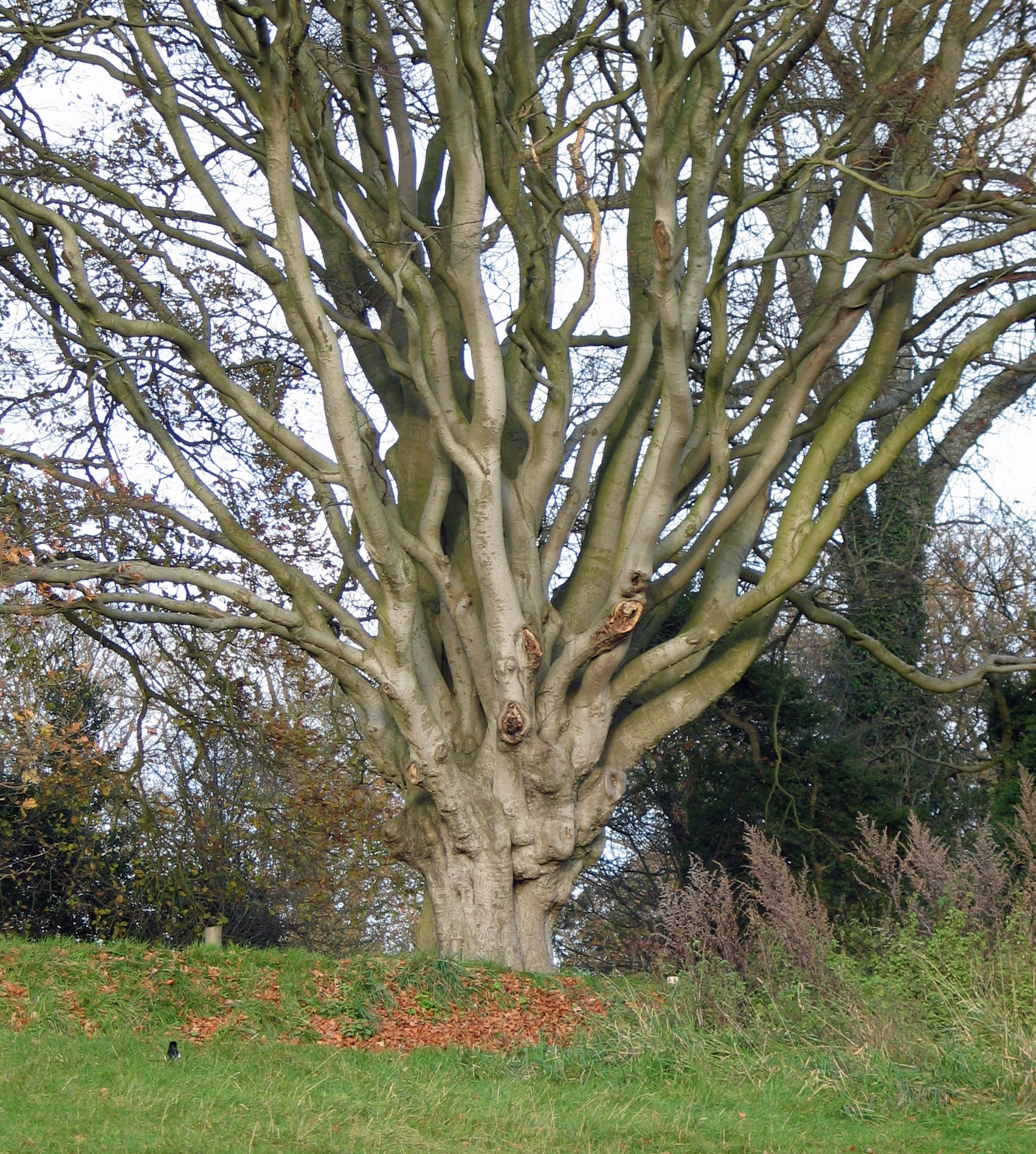
Faia antiga talhada de cabeça, Box Hill, Surrey, Reino Unido.